# Roadswitcher

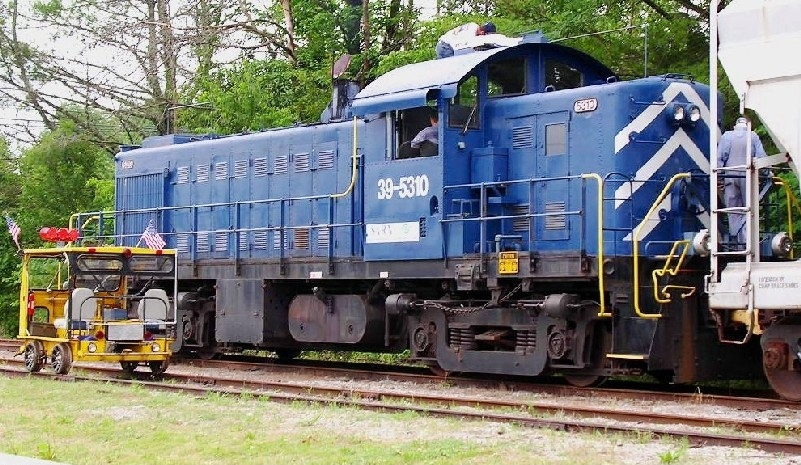
ALCo-RS-1-Roadswitcher

Ein Roadswitcher, englisch Road switcher in zwei Worten, von englisch Road service ‚Streckendienst‘ und Switcher locomotive ‚Rangierlokomotive‘, ist eine Bauart von Diesellokomotiven, die sowohl für den Streckendienst, wie auch für den Rangierdienst verwendet werden kann. Der Begriff ist vor allem in Nordamerika verbreitet, wenngleich die Bauart in allen Regionen der Welt verwendet wird.

## Geschichte
Das Konzept des Roadswitchers wurde von ALCo erstmals angewandt, deren 1941 auf den Markt gebrachte Baureihe RS1 als erster Roadswitcher gilt. Das Kürzel RS in der Bezeichnung steht für Roadswitcher. Bereits 1949 brachte EMD den äußerst erfolgreichen Roadswitcher GP7 auf den Markt, der in mehr als 3000 Exemplaren gebaut wurde. Die anderen Hersteller folgten: die erste Roadswitcher-Baureihe von Baldwin war die 1946 eingeführte DRS-4-4-1500, von Fairbanks Morse die 1947 eingeführte H-15-44. Beide Hersteller konnten aber EMD nicht gefährlich werden, welche jahrzehntelang den Diesellokomotivmarkt in Nordamerika beherrschte. Erst in den 1990er-Jahren wechselte die Marktführung zu GE, die erfolgreich die Baureihen Dash 8 und Dash 9 auf den Markt brachte.

## Technik
Die tragende Struktur der Lokomotive ist der Rahmen, der auf zwei Drehgestellen ruht. Diese können entweder zweiachsig oder dreiachsig ausgeführt sein. Auf dem Rahmen sind Aufbauten angebracht, welche die technische Ausrüstung vor der Witterung schützen. Auf beiden Seiten der Aufbauten gibt es einen Laufsteg mit Geländer, der den Zugang zur technischen Ausrüstung ermöglicht, aber auch als Zugang zum Führerhaus dient. Das Führerhaus ist außermittig gegen ein Fahrzeugende angeordnet, sodass auf der Seite mit den kurzen, meist auch niederer gehaltenen Vorbauten eine sehr gute Sicht auf die Strecke besteht. Das zurückversetzte Endführerhaus gibt dem Fahrpersonal eine bessere Sicherheit bei Kollisionen im Vergleich zu einem ganz am Ende angeordneten Führerhaus. Weil die Aufbauten nicht die ganze Breite der Lokomotive in Anspruch nehmen, kann die Lokomotive auch mit den langen Aufbauten voraus auf Streckenfahrt eingesetzt werden, allerdings ist die Streckensicht ähnlich wie bei einer Dampflokomotive beschränkt, sodass nur eine Seite der Bahnböschung einsehbar ist.